# En waar de sterre bleef stille staan
En waar de sterre bleef stille staan (Engels: Little Baby Jesus of Flandr) is de eerste langspeelfilm van Gust Van den Berghe uit 2010 naar een boek en toneelstuk van Felix Timmermans.
De film was het afstudeerproject van de regisseur voor het RITS. De drie hoofdrollen Suskewiet, Pitje Vogel en Schrobberbeeck werden vertolkt door acteurs die lijden aan het syndroom van Down. Alle drie zijn actief in Theater Stap.
De film werd geselecteerd voor de Quinzaine des Réalisateurs op het Festival van Cannes in 2010. Van den Berghe ontving in 2010 ook de derde Jo Röpcke-award op het Internationaal Filmfestival van Vlaanderen-Gent voor de film. Eveneens kreeg hij op het 16de Internationale Filmfestival van Athene de 'City of Athens Best Director Award'. De film werd in 2010 ook geselecteerd voor de festivals van München, Milaan, Sarajevo, Jeruzalem, Pusan, Valladolid en Taipei.
De nationale publieke première in Vlaanderen vond plaats op 21 en 22 december 2010 over heel Vlaanderen waar de film simultaan werd vertoond in vele schouwburgen en culturele centra. Het was de eerste maal in Vlaanderen dat een film in zestig zalen gelijktijdig werd uitgebracht.

## Rolverdeling
| Acteur          | Personage      |
| --------------- | -------------- |
| Peter Janssens  | Schrobberbeeck |
| Paul Mertens    | Pitje Vogel    |
| Jelle Palmaerts | Suskewiet      |